# Веннінгштедт-Брадеруп
Веннінгштедт-Брадеруп (нім. Wenningstedt-Braderup) — громада в Німеччині, розташована в землі Шлезвіг-Гольштейн. Входить до складу району Північна Фризія. Складова частина об'єднання громад Ландшафт-Зильт.
Площа — 6,27 км2. Населення становить 1624 ос. (станом на 31 грудня 2020).

## Назва
- Веннінгштедт-Брадеруп (нім. Wenningstedt-Braderup; півн.-фриз. Woningstair-Brēderep; дан. Venningsted-Brarup) — сучасна назва.

## Географія
Розташований на дансько-німецькому кордоні, чинному від 1920 року.

## Галерея

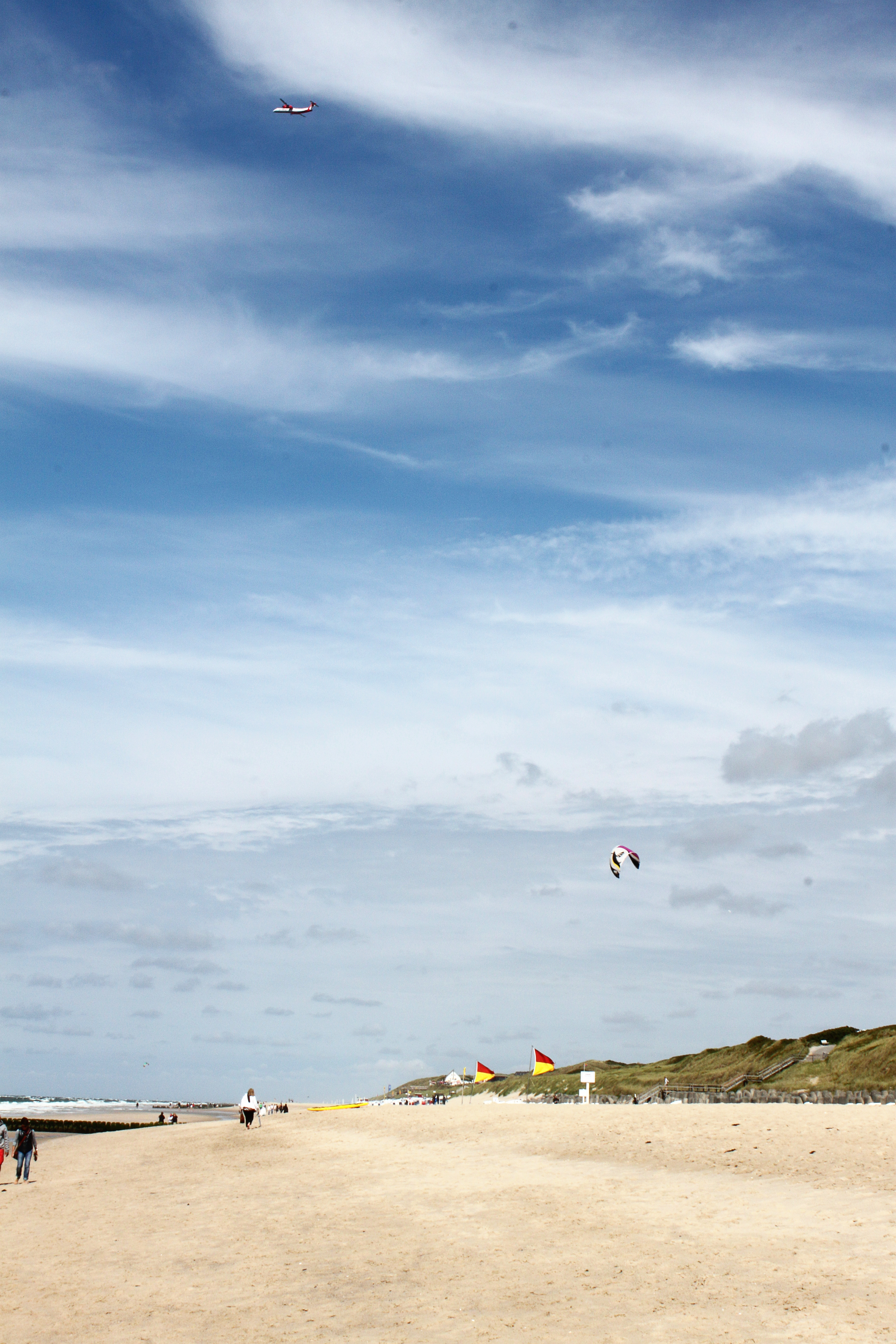
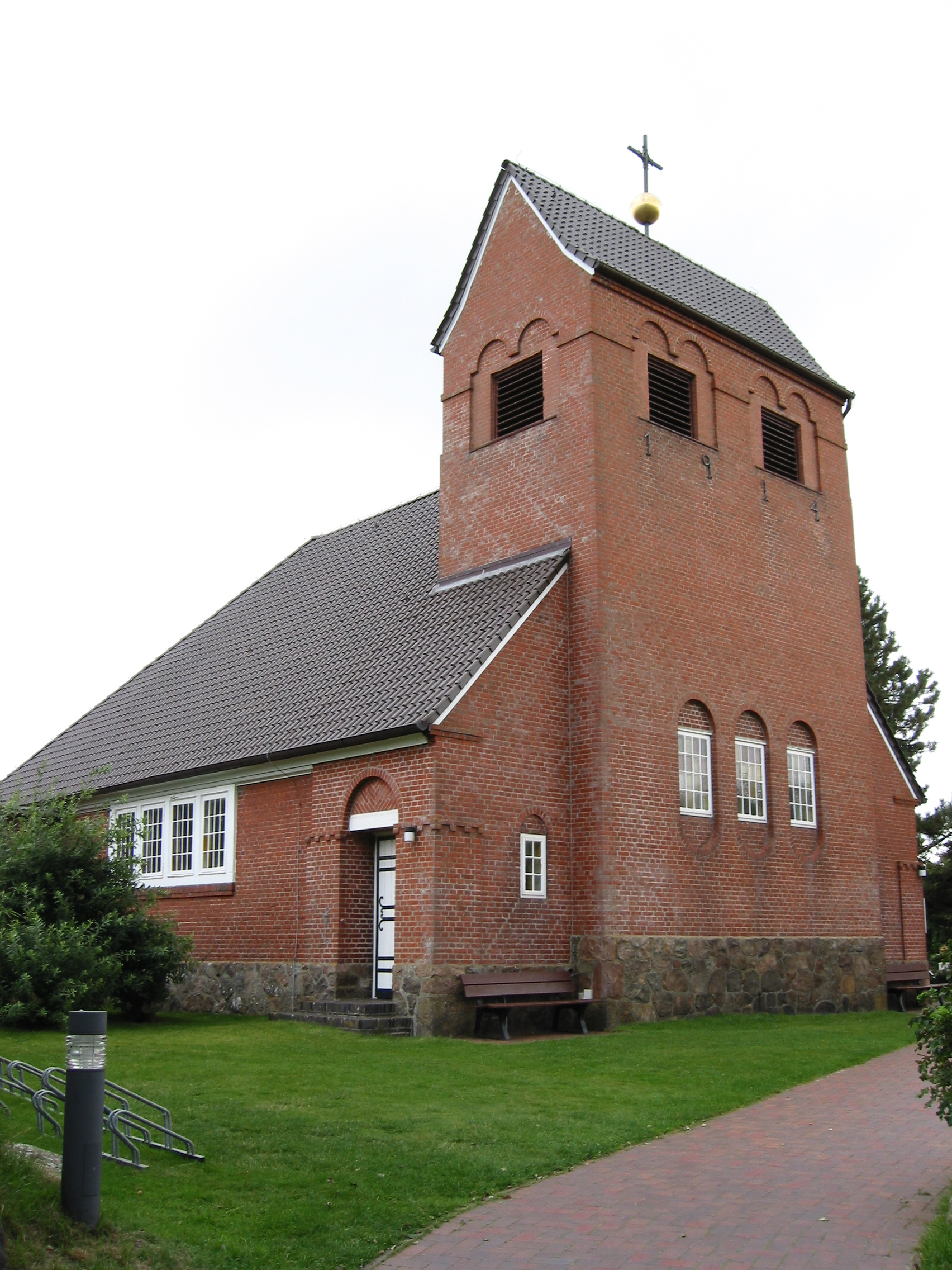
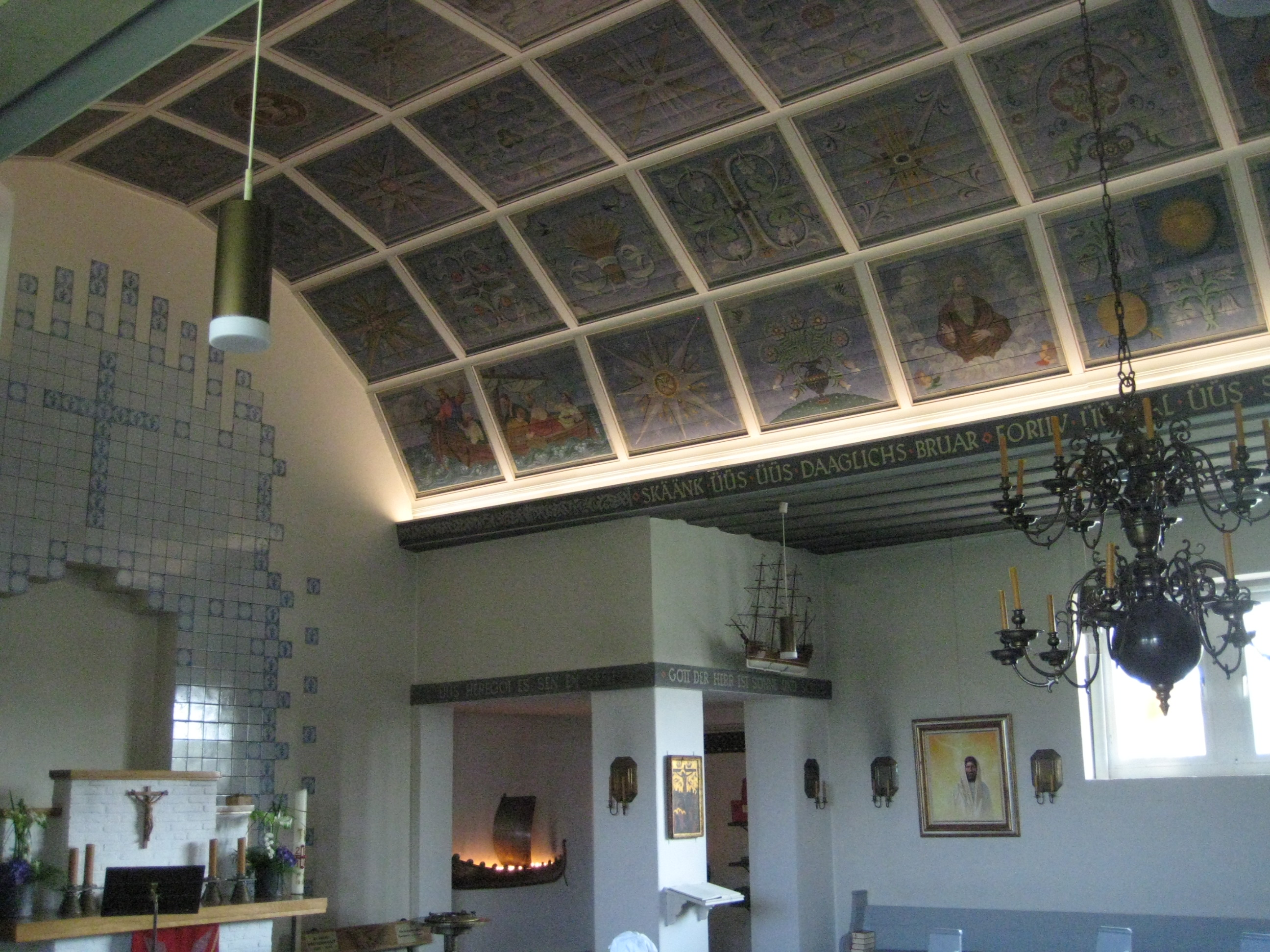
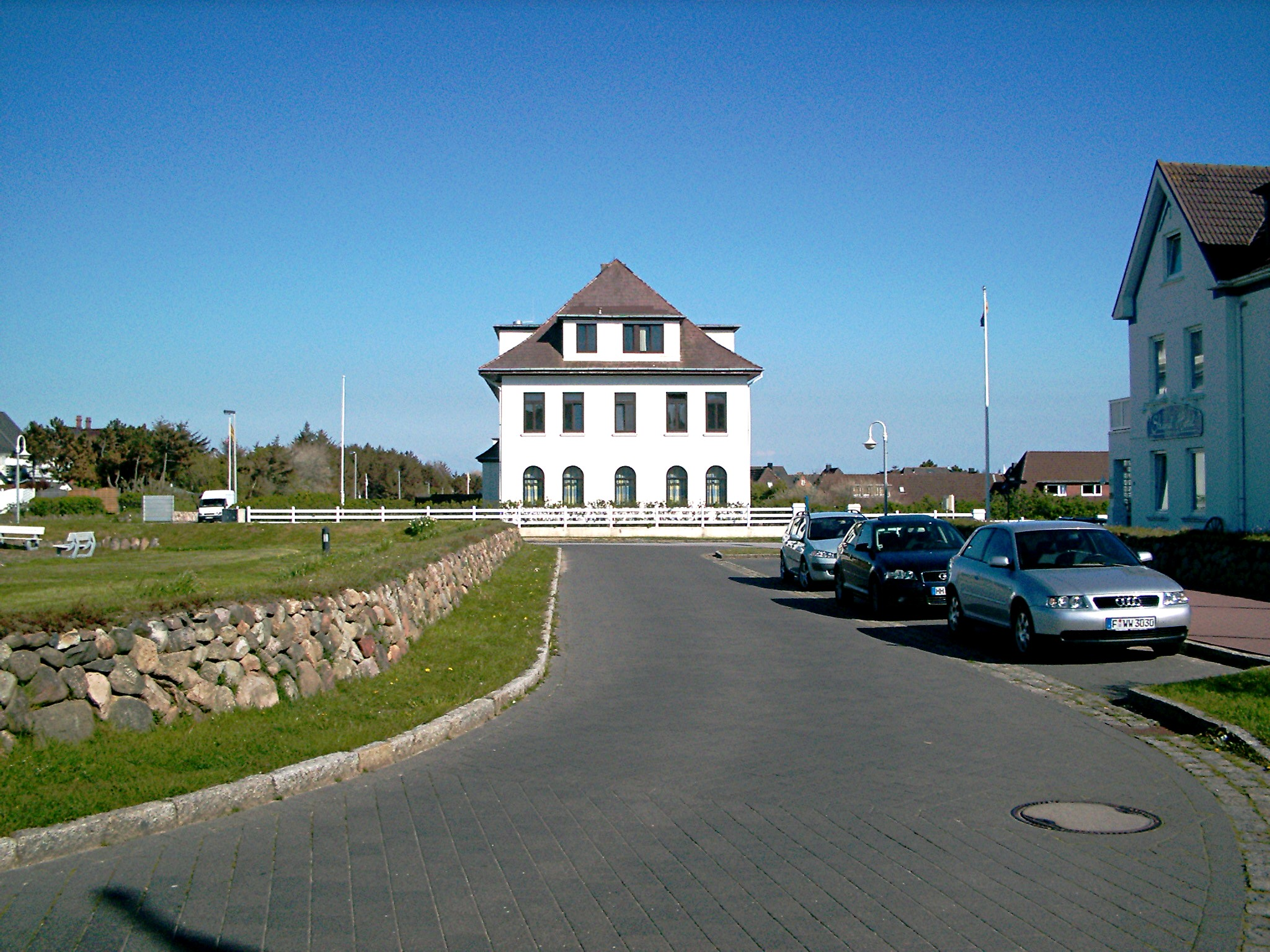